# Sanopus barbatus
Sanopus barbatus — вид лучепёрых рыб из рода Sanopus семейства батраховых. Распространены в западной части центральной Атлантики у берегов от Гондураса до Панамы. Максимальная длина тела 41 см, средняя 30. Морские тропическое донные рыбы, ассоциированные с коралловыми рифами. Безвредны для человека и являются объектами мелкого коммерческого промысла.